# Krzysztof Iwanicki
Krzysztof Iwanicki (ur. 10 kwietnia 1963 w Warszawie) – polski piłkarz grający na pozycji pomocnika.

## Kariera sportowa

### Legia Warszawa
W latach 1983–1984 gracz Hutnika Warszawa, 1984–1985 zawodnik Gwardii Warszawa, od 1985 do 1991 grał w warszawskiej Legii, gdzie wystąpił około 190 razy i zdobył w nich 27 bramek, a także puchar krajowy 88/89 i Superpuchar 89/90. Półfinalista Pucharu Zdobywców Pucharów 1991. 

### Występy we Francji
Od 1991 związany z II ligą francuską, w latach 1991–1995 z powodzeniem grał w klubie Perpignan FC, był wybierany najlepszym piłkarzem II ligi przez tygodnik "France Football", od 1995 do 1997 z AS Cherbourg. 

### Po powrocie do Polski
W roku 1997 powrócił do Polski i występował najpierw w drużynie Mazur Karczew (III Liga), następnie Znicza Pruszków (z którym awansował do III Ligi), Piasta Piastów, potem w Legionu Warszawa, następnie w drużynie Victoria Głosków. Od 2005 związany jest z klubem AZS Absolwent UW Warszawa w którym jest grającym trenerem i gra w nim wielu polskich piłkarzy m.in. Wojciech Kowalczyk. Z klubem tym zdobył awans z A klasy do Ligi Okręgowej.

### Statystyki klubowe
| Sezon       | Klub                      | Kraj    | Rozgrywki  | Mecze | Bramki |
| ----------- | ------------------------- | ------- | ---------- | ----- | ------ |
| 1982/83     | Olimpia Warszawa          | Polska  |            |       |        |
| 1983/84 (j) | Legia II Warszawa         | Polska  |            |       |        |
| 1983/84 (w) | Hutnik Warszawa           | Polska  |            |       |        |
| 1984/85     | Gwardia Warszawa          | Polska  |            |       |        |
| 1985/86     | Legia Warszawa            | Polska  | I Liga     | 15    | 2      |
| 1986/87     | Legia Warszawa            | Polska  | I Liga     | 21    | 2      |
| 1987/88     | Legia Warszawa            | Polska  | I Liga     | 27    | 2      |
| 1988/89     | Legia Warszawa            | Polska  | I Liga     | 30    | 5      |
| 1989/90     | Legia Warszawa            | Polska  | I Liga     | 20    | 5      |
| 1990/91     | Legia Warszawa            | Polska  | I Liga     | 23    | 0      |
| 1991/92     | Perpignan FC              | Francja | Division 2 | 12    | 0      |
| 1992/93     | Perpignan FC              | Francja | Division 2 | 22    | 2      |
| 1993/94     | Perpignan FC              | Francja | National   |       |        |
| 1994/95     | Perpignan FC              | Francja | Division 2 | 25    | 0      |
| 1995/96     | AS Cherbourg              | Francja | National   |       |        |
| 1996/97     | AS Cherbourg              | Francja | National   |       |        |
| 1997/98     | Mazur Karczew             | Polska  |            |       |        |
| 1998/99 (j) | Mazur Karczew             | Polska  |            |       |        |
| 1999/00 (j) | Znicz Pruszków            | Polska  |            |       |        |
| 1999/00 (w) | Mazur Karczew             | Polska  |            |       |        |
| 2000/01     | Mazur Karczew             | Polska  |            |       |        |
| 2001/02 (j) | Błonianka Błonie          | Polska  |            |       |        |
| 2001/02 (w) | Świt Warszawa             | Polska  |            |       |        |
| 2002/03 (j) | Piast Piastów             | Polska  |            |       |        |
| 2002/03 (w) | Legion Warszawa           | Polska  |            |       |        |
| 2003/04 (j) | Legion Warszawa           | Polska  |            |       |        |
| 2004/05     | LKS Victoria Głosków      | Polska  |            |       |        |
| 2005/06     | AZS Absolwent UW Warszawa | Polska  |            |       |        |
| 2007/08 (w) | Tęcza 34 Płońsk           | Polska  |            |       |        |

## Sukcesy
- Puchar Polski 1989, 1990
- Superpuchar Polski 1989

- Debiut w Legii: 1985-08-03 (Śląsk Wrocław-Legia Warszawa)
- Ostatni mecz w Legii: 1991-06-23 (Legia Warszawa-GKS Katowice)

Rodzaj rozgrywek
- Liga Polska: 135 (16)
- Puchar Polski: 29 (9)
- Puchar Ligi: 0	(0)
- Superpuchar: 2 (0)
- Puchar Mistrzów(Liga Mistrzów): 0 (0)
- Puchar Zdobywców Pucharów: 10 (1)
- Puchar UEFA: 6 (1)
- Puchar Intertoto: 4 (0)
- Ogółem: 186 (27)